# Stadsholmen

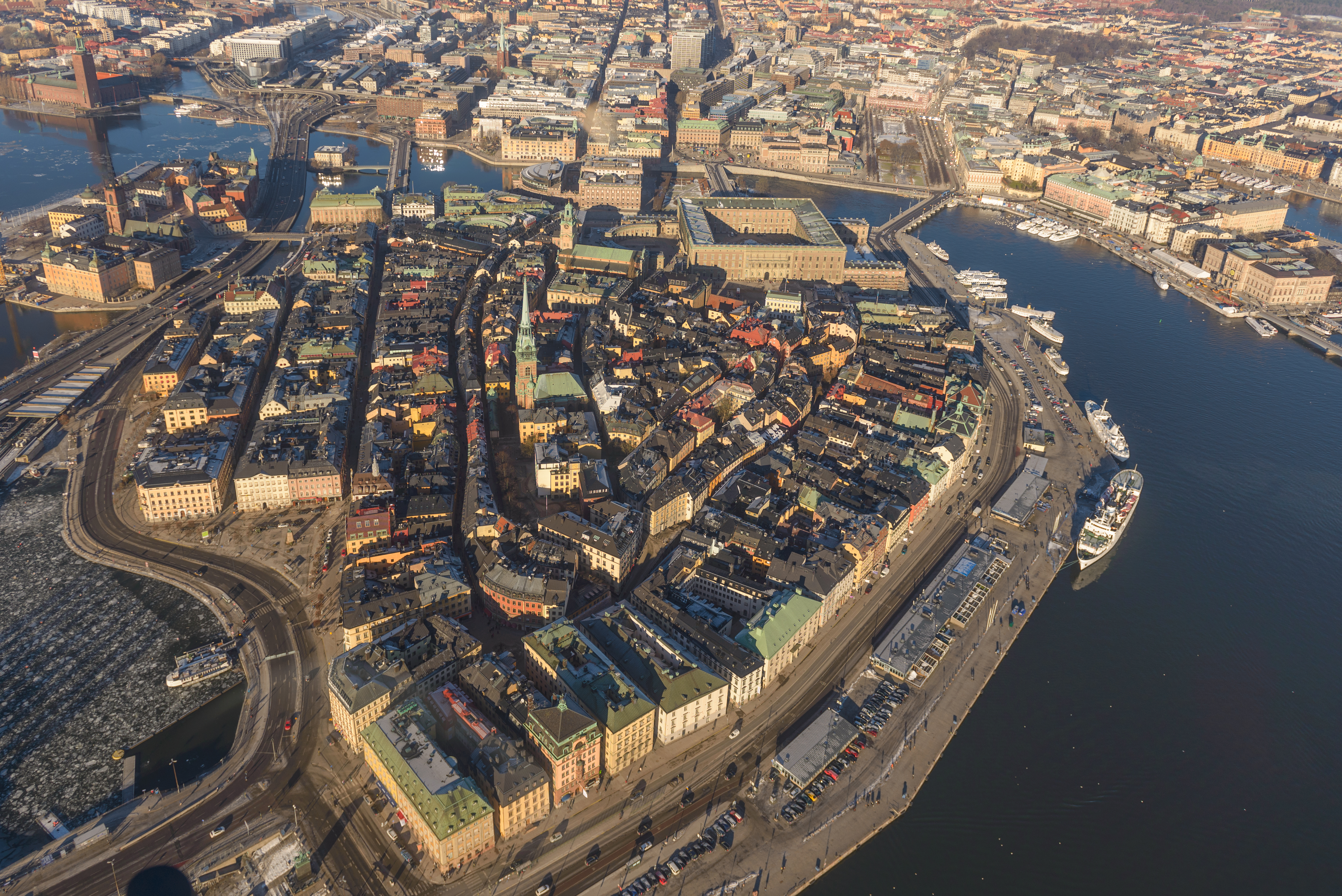
Gamla stan (casco antiguo), Estocolmo.

Stadsholmen o más comúnmente llamada Gamla Stan es una isla situada al centro de Estocolmo en Suecia. Forma con Riddarholmen y Helgeandsholmen la ciudad vieja de Estocolmo y representa la parte mayor. Es en esta isla donde se sitúa el palacio real . Tiene una superficie de 33 hectáreas.
- Datos: Q3284547